# Olympique Gymnaste Club de Nice Côte d'Azur 2003-2004
Questa voce raccoglie le informazioni riguardanti l'Olympique Gymnaste Club de Nice Côte d'Azur nelle competizioni ufficiali della stagione 2003-2004.

## Maglie e sponsor
Lo sponsor tecnico per la stagione 2003-2004 è Puma, mentre lo sponsor ufficiale è Rica Lewis Jeans.
| Manica sinistra · Manica sinistra · Maglietta · Maglietta · Manica destra · Manica destra · Pantaloncini · Calzettoni |

## Rosa
| N. |                           | Ruolo | Calciatore         |
| -- | ------------------------- | ----- | ------------------ |
| 2  | Francia (bandiera)        | D     | Cédric Varrault    |
| 3  | Francia (bandiera)        | D     | José Cobos         |
| 4  | RD del Congo (bandiera)   | C     | Jean-Paul Kalala   |
| 5  | Brasile (bandiera)        | C     | Everson            |
| 6  | Francia (bandiera)        | C     | Éric Roy           |
| 7  | Algeria (bandiera)        | A     | Malek Cherrad      |
| 7  | Francia (bandiera)        | P     | Franck Padovani    |
| 8  | Francia (bandiera)        | D     | Noé Pamarot        |
| 9  | Francia (bandiera)        | A     | Lilian Laslandes   |
| 11 | Costa d'Avorio (bandiera) | A     | Georges Ba         |
| 12 | Germania (bandiera)       | A     | Bakary Diakité     |
| 13 | Francia (bandiera)        | D     | Jacques Abardonado |
| 14 | Francia (bandiera)        | C     | Romain Pitau       |
| 16 | Francia (bandiera)        | P     | Bruno Valencony    |

| N. |                      | Ruolo | Calciatore           |
| -- | -------------------- | ----- | -------------------- |
| 17 | Senegal (bandiera)   | D     | Sammy Traoré         |
| 19 | Francia (bandiera)   | C     | Majid Ben Haddou     |
| 20 | Belgio (bandiera)    | D     | Philippe Léonard     |
| 20 | Argentina (bandiera) | C     | Franco Dolci         |
| 21 | Francia (bandiera)   | D     | Anthony Scaramozzino |
| 22 | Francia (bandiera)   | C     | Kamel Larbi          |
| 23 | Francia (bandiera)   | C     | Thibault Scotto      |
| 24 | Francia (bandiera)   | P     | Damien Grégorini     |
| 25 | Francia (bandiera)   | A     | Christophe Meslin    |
| 26 | Martinica (bandiera) | C     | Johan Audel          |
| 27 | Francia (bandiera)   | C     | Yoann Bigné          |
| 28 | Francia (bandiera)   | C     | Oumar Bakari         |
| 30 | Francia (bandiera)   | P     | Hilaire Munoz        |
| 36 | Francia (bandiera)   | D     | Sébastien Gimenez    |

## Risultati

### Coppa Intertoto
| Arbitro: | Hlaváč |

|                                   |           |                  |
| Paulinho 8’ (rig.), 51’ Alves 90’ | Marcatori | 26’, 68’ Cherrad |

| Arbitro: | Efthimiadis |

|                       |           |            |
| Pamarot 8’ Meslin 22’ | Marcatori | 42’ Aubynn |

| Nizza 19 luglio 2003, ore 19:15 (CEST) Terzo turno - Andata | Nizza | 0 – 0 referto | Werder Brema | Stade Municipal du Ray (13 000 spett.)\| Arbitro: \| Boşat \| |
| Arbitro:                                                    | Boşat |               |              |                                                               |

| Arbitro: | Szabó |

|            |           |  |
| Micoud 75’ | Marcatori |  |